# Liste der Kulturdenkmäler in Dorsel
In der Liste der Kulturdenkmäler in Dorsel sind alle Kulturdenkmäler der rheinland-pfälzischen Ortsgemeinde Dorsel aufgeführt. Grundlage ist die Denkmalliste des Landes Rheinland-Pfalz (Stand: 12. Juni 2023).

## Einzeldenkmäler
| Bezeichnung                        | Lage                                | Baujahr                            | Beschreibung                                                                 | Bild                                    |
| ---------------------------------- | ----------------------------------- | ---------------------------------- | ---------------------------------------------------------------------------- | --------------------------------------- |
| Brunnen                            | Ahrstraße                           | zweite Hälfte des 19. Jahrhunderts | Schwengelpumpe, Gusseisen, zweite Hälfte des 19. Jahrhunderts                | Direkt Bild zu diesem Denkmal hochladen |
| Pfarrhaus                          | Ahrstraße 9 Lage                    | 1782                               | ehemaliges Pfarrhaus; Putzbau, bezeichnet 1782, Ökonomiebauten; Gesamtanlage | BW                                      |
| Wegekreuz                          | Ahrstraße, bei Nr. 33 Lage          | 1772                               | Wegekreuz, bezeichnet 1772                                                   | BW                                      |
| Katholische Kirche St. Sebastianus | Auf der Helt Lage                   | vor 1316                           | romanischer Turm und Saal, moderne Seitenschiffe                             | weitere Bilder Fotos hochladen          |
| Kreuz                              | Auf der Helt, auf dem Friedhof Lage | 1750                               | Friedhof, Kreuz, bezeichnet 1750                                             | BW                                      |
| Grabkreuz                          | Gartenstraße Lage                   | 168[x]                             | Grabkreuzfragment, bezeichnet 168[x]                                         | BW                                      |
| Hofanlage                          | Gartenstraße 4 Lage                 | 1870                               | Hakenhof; Putzbau, bezeichnet 1870, Fachwerkscheune                          | BW                                      |
| Tür                                | Römerstraße, an Nr. 3 Lage          |                                    | Oberlichttür, Gusseisenverzierung                                            | BW                                      |
| Grabkreuz                          | westlich des Ortes                  | Ende des 19. Jahrhunderts          | Grabkreuz; Gusseisen, Ende des 19. Jahrhunderts                              | Direkt Bild zu diesem Denkmal hochladen |